# Ozero Nekleja
Ozero Nekleja (ryska: Озеро Неклея) är en sjö i Belarus.   Den ligger i voblasten Vitsebsks voblast, i den norra delen av landet, 220 km nordost om huvudstaden Minsk. Ozero Nekleja ligger 139 meter över havet.
I omgivningarna runt Ozero Nekleja växer i huvudsak blandskog. Runt Ozero Nekleja är det ganska tätbefolkat, med 72 invånare per kvadratkilometer.